# Oroër
Oroër är en kommun i departementet Oise i regionen Hauts-de-France i norra Frankrike. Kommunen ligger i kantonen Nivillers som tillhör arrondissementet Beauvais. År 2022 hade Oroër 541 invånare.

## Befolkningsutveckling
Antalet invånare i kommunen Oroër
| Referens: INSEE |